# Liber memorialis Romarici Montis
Il Liber memorialis Romarici Montis è un registro relativo all'abbazia di Remiremont, situata nell'omonimo centro dei Vosgi. L'unico manoscritto noto è conservato nella Biblioteca Angelica di Roma, dove è classificato come "Manoscritto 10". Tuttavia, non è noto quando sia stato portato a Roma.
L'importanza del manoscritto fu riconosciuta per la prima volta nel 1890 dallo storico Adalbert Ebner. Da allora, è stato utilizzato da molti storici come fonte, sia per la storia del monastero di Remiremont che per quanto riguarda la prassi della memorialistica altomedievale.
Un'edizione parziale è stata pubblicata dalla Monumenta Germaniae Historica nel 1970.

## Storia delLiber memorialis
La compilazione fu iniziata sotto la direzione della badessa Teutilde, la quale scrisse anche una serie di lettere, che sono state tradotte da Michel Parisse.
Si presume che il manoscritto sia stato iniziato nell'821, prima di essere in gran parte riscritto nell'anno 860. Questa datazione si basa sul fatto che nel manoscritto si fa riferimento a un "Imperatore Ludovico", che di solito è ritenuto essere Ludovico il Pio. Per questo motivo, Eva Butz e Alfons Zettler hanno descritto il Liber memorialis come: «un importante documento riguardo alle riforme ecclesiastiche e alle politiche dell'Impero carolingio sotto Ludovico il Pio». Tuttavia, Michèle Gaillard ha suggerito che l'"Imperatore Ludovico" potrebbe in realtà essere Ludovico II il Giovane, nel qual caso la redazione originale del manoscritto potrebbe essere leggermente più tarda.
Il manoscritto inizialmente conteneva la liturgia per la messa, un elenco di governanti e un elenco di benefattori del monastero. Tuttavia, a partire dall'anno 860, iniziarono ad essere aggiunte nuove pagine, per includere nuovi gruppi di nomi. Questi includevano re come Lotario II, che sembra aver visitato il monastero alla fine dell'861, in compagnia di Waldrada e altri membri della sua famiglia.
In totale, il manoscritto elenca circa 11.500 nomi. Questi nomi sembrano essere stati scritti da oltre 150 diversi scribi, tra cui diverse donne.